# Хорремдешт
Хорремде́шт (ранее Нехаве́нд) (перс. خرمدشت‎), (азерб. Nəhavənd) — небольшой город на северо-западе Ирана, в провинции Казвин. Входит в состав шахрестана Такестан.

## География
Город находится в западной части провинции, к северу от реки Херруд, на расстоянии приблизительно 57 километров к юго-западу от Казвина, административного центра провинции и на расстоянии 150 километров к западу-северо-западу (WNW) от Тегерана, столицы страны. Абсолютная высота — 1385 метров над уровнем моря.

## Население
По данным переписи 2006 года численность населения составляла 6192 человек.